# Palazzo Sersale
Il Palazzo Sersale è un palazzo storico di Napoli, ubicato in via Villari.
La veduta di Alessandro Baratta del 1629 dimostra già una totale edificazione sui due lati del vico Tagliaferri, attuale via Villari; dunque si può far risalire le origini di questo palazzo agli inizi di quel secolo.
Il nome lo si deve al marchese Sersale che ne risultava proprietario nel Catasto provvisorio della città di Napoli del 1815-1820, voluto da re Murat.
L'edificio presenta una facciata tardo-barocca a tre piani con un quarto piano sopraelevato non completato nel corso dell'Ottocento. Nella composizione decorativa della facciata i due piani nobili si riconoscono grazie agli spessi timpani che sormontano le finestre, alternandosi in forme triangolari e arcuate. Oltrepassato prima il bel portale seicentesco in piperno e poi il breve androne, sulla cui volta è affrescato lo stemma dei Sersale, si raggiunge il cortile di forma rettangolare sul cui fondo si staglia una pregevole scala aperta settecentesca dall'unica arcata per piano (in asse rispetto all'accesso, come nella maggior parte delle architetture barocche nobiliari di Napoli). Sulla parete destra del cortile inizia una sequenza di sottopassi che porta fino all'attuale via Mario Pagano, edificata a metà Ottocento, laddove sorgevano i giardini di questo e di tutti gli altri palazzi affaccianti sia su via Villari che su via Vergini.
Allo stato attuale è adibito ad appartamenti e studi professionali in discrete condizioni di conservazione.

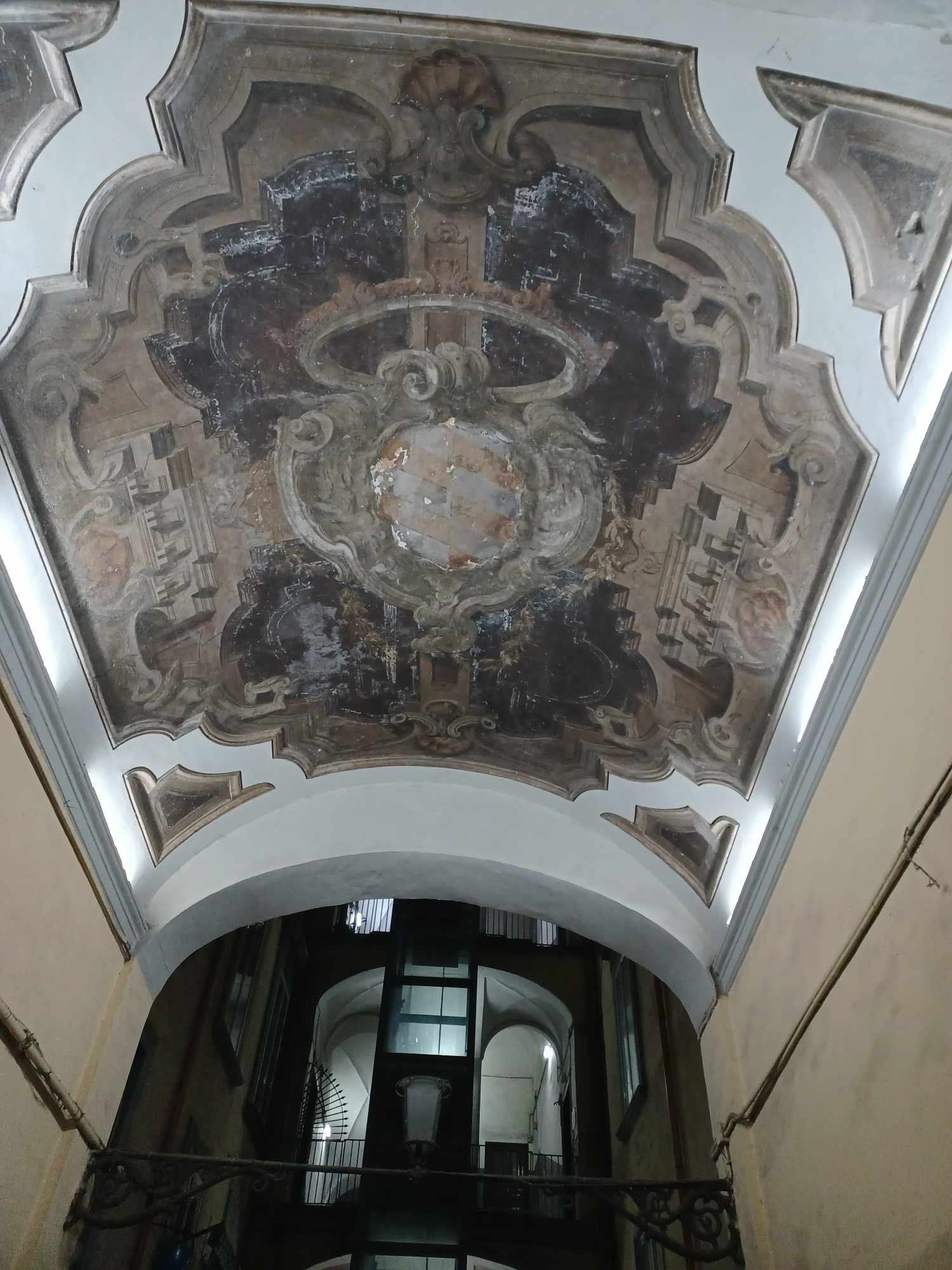
L'androne con lo stemma affrescato sulla volta